# Magnus Folkeri Uhr
Magnus Folkeri Uhr, född 1582 i Kimstads församling, död 1632 i Mogata församling, var en svensk präst.

## Biografi
Uhr föddes 1582 i Kimstads församling. Han blev 1610 kollega vid Söderköpings trivialskola och prästvigdes 4 juli 1610. År 1622 blev han kyrkoherde i Mogata församling. Uhr avled 1632 i Mogata församling.

### Familj
Uhr var gift med Ingrid Prytz. Hon var dotter till kyrkoherden Johannes Prytz och Elisabeth Mattsdotter i S:t Laurentii församling, Söderköping. De fick tillsammans barnen professorn Folcherus Uhr i Uppsala, komministern Laurentius Uhr i Söby församling och kyrkoherden Andreas Magni Mogathæus i Vists församling.